# 岩見沢駐屯地
岩見沢駐屯地（いわみざわちゅうとんち、JGSDF Camp Iwamizawa）は、北海道岩見沢市に所在し、第12施設群等が駐屯する陸上自衛隊の駐屯地である。

## 概要
駐屯地司令は、第12施設群長が兼ねる。孫別演習場が隣接している。1952年（昭和27年）12月に岩見沢駐屯地が新設されてから施設科部隊を主力とした駐屯地となっている。

## 沿革
保安隊岩見沢駐屯地
- 1952年（昭和27年）12月20日：岩見沢駐屯地が新設[1]。
- 1953年（昭和28年）2月28日：第532施設大隊が金沢駐屯地から移駐。

陸上自衛隊岩見沢駐屯地
- 1954年（昭和29年）7月1日：

1. 陸上自衛隊設置に伴い岩見沢駐屯地が開設される[2][3]。
2. 第532施設大隊が第102施設大隊に改称し、第1施設群に編合。

- 1961年（昭和36年）8月17日：第3施設団が新編。
- 1976年（昭和51年）
  - 3月24日：第102施設大隊が廃止。
  - 3月25日：第12施設群が岩見沢駐屯地で新編され、第3施設団に編合。
- 1996年（平成8年）3月29日：第302坑道中隊が新編され、第12施設群に編合。
- 2000年（平成12年）3月28日：北部方面後方支援隊第101施設直接支援大隊第2直接支援中隊（第12施設群を支援）が新編。
- 2015年（平成27年）3月26日：会計隊の改編に伴い、第327会計隊が廃止され、第345会計隊岩見沢派遣隊が設置される。
- 2017年（平成29年）3月27日：第12施設群の施設中隊が機能別に改編。
- 2024年（令和6年）3月21日：第302坑道中隊が廃止。

## 駐屯部隊
施設科部隊を主力とした編成であり、災害派遣や国際平和協力などを主な任務としている。

### 北部方面直轄部隊
- 第3施設団
  - 第12施設群
- 北部方面後方支援隊
  - 第101施設直接支援大隊
    - 第2直接支援中隊：第12施設群を支援
- 北部方面システム通信群
  - 第101基地システム通信大隊
    - 第314基地通信中隊
      - 岩見沢派遣隊
- 北部方面会計隊
  - 第345会計隊
    - 岩見沢派遣隊
- 岩見沢駐屯地業務隊

### 防衛大臣直轄部隊
- 警務隊
  - 北部方面警務隊
    - 第120地区警務隊
      - 岩見沢連絡班

### 共同の機関
- 札幌地方協力本部
  - 札幌地域援護センター
    - 岩見沢分室

## 広報施設
- 史料館

## 最寄の幹線交通
- 高速道路：道央自動車道 岩見沢IC/三笠IC
- 一般道：国道12号、国道234号、北海道道38号夕張岩見沢線、北海道道81号岩見沢石狩線、北海道道115号芦別砂川線
- 鉄道：JR北海道函館本線/室蘭本線 岩見沢駅
- 港湾：小樽港、石狩湾新港 （重要港湾）
- 飛行場：札幌飛行場（官民共用）、砂川ヘリポート（公共用ヘリポート）